# 3533 Toyota
3533 Toyota (1986 UE) là một tiểu hành tinh vành đai chính được phát hiện ngày 30 tháng 10 năm 1986 bởi Kenzo Suzuki và Takeshi Urata ở Toyota.